# فلبس داربي
فلبس داربي (بالإنجليزية: Phelps Darby)‏ هو مدرب كرة سلة ومحامي أمريكي، ولد في 17 أكتوبر 1881 في إيفانسفيل في الولايات المتحدة، وتوفي بنفس المكان في 23 أبريل 1957.